# 岩本亜希子
岩本 亜希子（いわもと あきこ、1978年9月25日 - ）は、日本のボート選手（ローイング選手）。長野岡谷南高校、早稲田大学、日本体育大学大学院修了アイリスオーヤマ所属。愛称は「アッキー」。

## 概要
長野県諏訪市出身。長野県岡谷南高等学校卒業。
大学時代は早稲田大学漕艇部にて活躍その後、日本体育大学大学院へ。
早稲田大学在学中の2000年、シドニーオリンピックに日本代表として出場。吉田理子とペアを組んだ女子軽量級ダブルスカルで14位。
2003年、ミラノ世界選手権、日本代表として出場。女子シングルスカル予選4組に出場し、5位に入る健闘を見せ、敗者復活戦を戦った。
日体大大学院修了後、2004年アテネオリンピックにも日本代表として出場。内山佳保里と組んだ女子軽量級ダブルスカルで13位。
2008年北京オリンピック女子軽量級ダブルスカル（パートナーは熊倉美咲）は自己最高の9位。
2012年ロンドンオリンピックの女子軽量級ダブルスカルでは12位だった（パートナーは福本温子）。
2013年7月、同じくボート選手の片岡勇と入籍。同年の東京国体を最後に現役引退を表明。今後は所属するアイリスオーヤマボート部のマネジャーとなる。